# Violeta Barrios de Chamorro
Pour les articles homonymes, voir Barros, Torres et Chamorro (homonymie).
Violeta Barrios Torres, dite Violeta Barrios de Chamorro, née le 18 octobre 1929 à Rivas (Nicaragua) et morte le 14 juin 2025 à San José (Costa Rica), est une femme d'État nicaraguayenne, présidente de la république du Nicaragua de 1990 à 1996. Elle est élue en 1990 sous la bannière de la coalition Unión Nacional Opositora (Union nationale d'opposition) opposée aux sandinistes. 
Première femme élue à cette fonction au Nicaragua, elle est la seconde femme à être élue de plein droit à la tête d'un gouvernement en Amérique du Nord (à la suite de Eugenia Charles en Dominique), et la seconde d'Amérique latine (après Lidia Gueiler Tejada).

## Biographie

### Jeunesse
Elle est née dans le sud-ouest de la ville de Rivas. En 1952, le mari de Chamorro, Pedro Joaquín Chamorro Cardenal, prend la tête du journal opposé à la dictature de Anastasio Somoza Debayle, La Prensa, ce qui lui vaut des emprisonnements récurrents. Après l'assassinat de son mari le 10 janvier 1978, qui entraîne le début de l'insurrection contre Somoza, Violetta Chamorro prend la tête du journal.
Après le renversement de la dictature de Somoza en 1979, Chamorro devient membre par intérim de la Junte nationale de reconstruction. En avril 1980, elle démissionne de la junte en raison de différends avec les sandinistes. Pendant les années 1980, Chamorro et La Prensa s'opposent vigoureusement à ces derniers. À leur tour, ils l'accusent d'être financées par les États-Unis et de soutenir leur politique anti-sandiniste. 

### Présidence de la République
En 1990, après presque une dizaine d'années de sanctions économiques (les États-Unis déclarent un embargo total en 1985) et d'une insurrection menée par les Contras, soutenus par Washington, Chamorro devient la candidate présidentielle de l'Union d'opposition nationale (UNO), une coalition de quatorze partis politiques de l'opposition soutenue financièrement par les États-Unis. Chamorro obtint 54,7 % des suffrages lors des élections générales du 25 février 1990 organisées par le pouvoir sandiniste. Porté par une campagne politique prônant la « concorde nationale » et la suppression du service militaire obligatoire, Chamorro succède alors au président Daniel Ortega, qui n'a recueilli que 41,5 % des voix. L'UNO, quant à elle, recueille 51 sièges de députés contre 31 pour les sandinistes.
La coalition se rompt rapidement après les élections ; les anti-sandinistes les plus radicaux, emmenés par Arnoldo Alemán, reprochaient à la nouvelle présidente de ne pas poursuivre suffisamment loin les purges contre les membres du Front sandiniste (dont deux des fils de Violeta Chamorro étaient eux-mêmes proches) dans l'administration. Elle enclenche néanmoins de nouvelles purges sur injonction des États-Unis, qui menaçaient de bloquer l'aide économique.
Le service militaire obligatoire fut supprimé, les militaires furent réduits de 25 % et des milliers d'armes furent détruites. Elle libéralisa aussi l'économie et réforma les institutions politiques. Ses opposants de gauche lui reprochent les licenciement massifs d’employés du secteur public, la réduction des moyens alloués à l'éducation, la suppression de la gratuité de l'accès aux soins et son manque de réaction face à la corruption.  
Elle fait de la lutte contre l'inflation l'un des axes principaux de sa politique, notamment diminuant la demande (donc la consommation) dans un « libre marché sans ingérence de l’État ». Un programme de privatisation est mis sur pied. Les mines et les forêts sont vendues à bas prix, ainsi que les trois hôtels appartenant à l’État. Mais cette politique ne donne pas le résultat escompté : « c’est le capital financier qui prend le pas, joue l’intermédiaire, s’attribue des commissions abusives, accumule de manière fabuleuse et entraîne une corruption énorme », explique le journal La Tribuna. Le modèle des maquiladoras se développe, permettant de compenser en partie les suppressions d'emplois dans le secteur public, mais au prix de conditions fiscales avantageuses (exemption d’impôts sur les bénéfices, sur les ventes d’immeubles, sur les droits de douane pour toute importation ; exemption des impôts indirects sur les ventes et les achats). 
Les années de pouvoir de Violeta Chamorro amorcent une période de déclin économique et social important pour le Nicaragua. De 1990 à 2001, le pays a reculé de la 60e à la 116e position mondiale en matière de développement humain, et est devenu le plus pauvre d'Amérique après Haïti, selon la PNUD. Les dépenses publiques par habitant pour la santé passent de 35 dollars en 1989 à 14 en 1995. L’assistance médicale aux accouchements et les diagnostics des cancers féminins ont été réduits. Les centres de développement infantile créés dans les années 1980 — qui concernaient 75 000 enfants — ont été supprimés. L’espérance de vie chute de 66 ans en 1989 à 60 ans en 1996 en raison de l’accroissement des maladies infectieuses et de la sous-alimentation. La mortalité infantile a grimpé de 58 pour 1 000 en 1990 à 72 pour 1 000 en 1995. 
En 1992, elle ratifie un projet de loi réintroduisant la pénalisation de l’homosexualité. 
Son gouvernement pardonnera aussi aux États-Unis les dégâts occasionnés par leur participation active dans la contre-révolution au Nicaragua, « en gratitude pour toutes les faveurs reçues ».
En août 1993, le président vénézuélien Carlos Andrés Pérez sera destitué par la Cour suprême, accusé d'avoir détourné 17 millions de dollars d'un fonds secret en faveur, notamment, de Chamorro, ce qui lui vaut d'être condamné et assigné à résidence pendant plus de deux ans. 
En octobre 1996 la coalition de Chamorro, l'UNO, est battue à l’élection présidentielle par Arnoldo Alemán, du Parti libéral constitutionnaliste (PLC). Outre les multiples fraudes qui entachèrent l’élection et favorisèrent le PLC, la principale cause de cet échec se retrouve dans la corruption de plus en plus manifeste du gouvernement. De nombreux politiciens et parents proches de Chamorro ayant fait l'acquisition de propriétés et de sociétés en puisant dans les fonds publics. 
Chamorro quitte la politique et vit à Managua.

### Famille
Elle est la veuve du journaliste Pedro Joaquín Chamorro Cardenal (1924-1978).
Le 2 juin 2021, sa fille Cristiana Chamorro se voit interdire par la justice d'exercer tout mandat politique et toute fonction publique, alors qu'elle était la mieux placée pour battre le président sortant Daniel Ortega lors de l'élection présidentielle du 7 novembre 2021. Assignée à résidence et placée à l'isolement, elle est accusée de « gestion abusive » et « blanchiment d’argent, de biens et d’actifs ».